# Gerhard Bode (Theologe)
Gerhard Bode (auch: Gerhardus Bodinus, Gerhard Boden, Gerard Bodin; * 24. September 1620 in Lippstadt; † 24. September 1697 in Rinteln) war ein deutscher evangelischer Theologe.

## Leben
Bode war Sohn des Ratsherrn Jacob Bode und dessen Frau Elisabeth Schurmann. Bis ins siebzehnte Lebensjahr besuchte er die Schule in Lippstadt; danach bezog er das Gymnasium in Soest und das Gymnasium in Minden. 1640 absolvierte er eine Gelehrtenreise, welche ihn nach Köln, an die Universität Utrecht, an die Universität in Löwen, nach Douai, an die Universität Leiden und an die Universität Franeker führte. Nach einem Aufenthalt bei dem Superintendenten Christoph Scheibler in Dortmund zog er im Juni 1641 an die Universität Rostock und setzte 1644 seine Studien an der Universität Rinteln fort.
1645 wurde er Konrektor der Schule in Minden, erwarb sich 11. Oktober 1649 den akademischen Grad eines Magisters der Philosophie in Rostock und erhielt 1650 die Professur der Rhetorik und der morgenländischen Sprachen an der Universität Rinteln. 1663 wurde er außerordentlicher Professor der Theologie in Rinteln, wurde 1664 Doktor der Theologie und am 4. Juni 1674 ordentlicher Professor der Theologie. 1683 war er bis auf die erste Professur an der theologischen Fakultät aufgestiegen und erhielt damit die Superintendentur der Grafschaft Schaumburg sowie eine Stelle als Beisitzer am geistlichen Konsistorium.

## Familie
Bode verheiratete sich am 19. Februar 1650 in Minden mit Christina Schreiber, der Tochter des königlich schwedischen Rats, kaiserlichen Hofpfalzgrafen und Bürgermeisters in Minden Hinrich Schreiber und dessen Frau Christina Sobbe. Aus der Ehe stammen 13 Kinder, wovon 10 Töchter waren. Zwei Söhne und fünf Töchter überlebten den Vater. Von den Kindern kennt man:
- Christine Beate Bode, verh. 6. Mai 1673 mit dem Pfarrer in Petershagen und späteren Superintendenten im Fürstentum Minden, Caspar Friedrich Pfeil
- Agneta Maria Bode, verh. mit dem Zollverwalter und Vogt in Rinteln Christoph Eggerding
- Heinrich Bode wurde Rechtswissenschaftler.
- Justus Wolrad von Bode (* 1667; † 17. Juni 1727 in Frankfurt am Main) studierte in Rinteln und Frankfurt/Oder, 1687 Lic. jur. Frankfurt/Oder (Diss. de soemina illustri), Nassau-Idensteinischer Hofrat, herzoglich Weimarischer Hofrat, kurfürstlich Brandenburgischer Rat und Syndikus Magdeburg, fürstlich Württembergischer Geheimrat und Kanzler Oels/Schlesien, Staatsminister Württemberg in Stuttgart und 1712 wirklicher kaiserlicher Reichshofrat in Wien
- Daniel Jacob Bode (* 29. August 1661 in Rinteln; † 24. Januar 1687 Verden, begr. 2. Februar in Rinteln) 1684 Domprediger und Pastor der St.-Nicolai-Kirche in Verden
- Anna Sophia Bode, verheiratet mit dem Oberpfarrer in Bühne Justus Adam Werkamp
- Justina Elisabeth Bode
- Anna Catharina Bode, verheiratet mit dem Mediziner Gottlieb Ephraim Berner
- Anna Maria Bode

## Werke (Auswahl)
- Disp. de uno transcendentali. Rinteln 1658
- Panegyricus in Obitum Wilhelmi VI. H. L. 1663
- Disp. de sanctissimo Trinitatis mysterio. Rinteln 1675
- Exercitatio sacra continens explicationem versus septimi Psalmi secundi: filius meus es Tu, ego hodie genui Te. Rinteln 1676 (Resp. Johann Albert Reuss)
- Disp. theol. de Justificatione hominis peccatoris eoram Deo. Rinteln 1683 (Resp. Simon Boet (Obernkircha-Schaumb.))